# Fiães (Santa Maria da Feira)
Fiães es una freguesia portuguesa del concelho de Santa Maria da Feira, con 6,58 km² de superficie y 8.754 habitantes (2001). Su densidad de población es de 1 330,4 hab/km².